# 瓦基耶
瓦基耶（法語：Vacquiers，法語發音：[vakje]）是法国上加龙省的一个市镇，属于图卢兹区。

## 地理
瓦基耶（43°46'43"N, 1°28'47"E）面积19.61 平方千米，位于法国奧克西塔尼大區上加龙省，该省份为法国西南部内陆省份，西南端与西班牙接壤，自此顺时针与上比利牛斯省、热尔省、塔恩-加龙省、塔恩省、奥德省和阿列日省接壤。
与瓦基耶接壤的市镇（或旧市镇、城区）包括：维勒马捷、塔恩河畔拉马格德莱娜、蒙茹瓦尔、维拉列斯、布洛克新城。

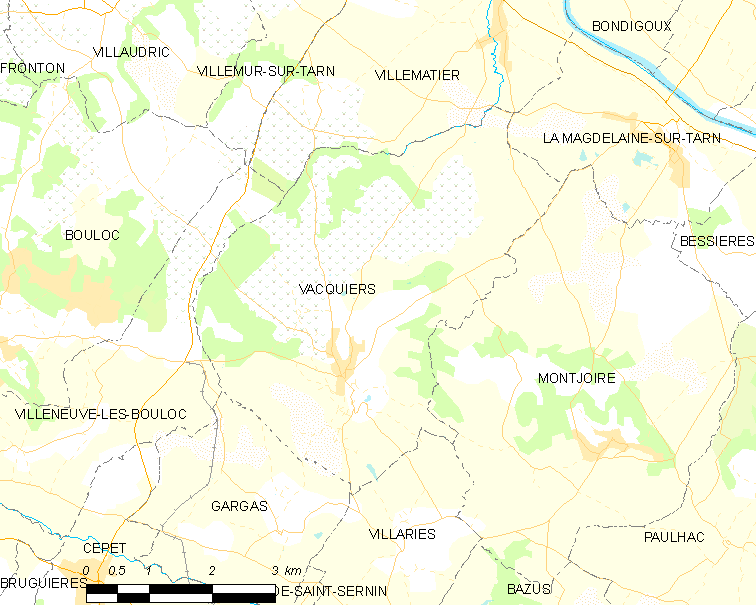
瓦基耶的OSM定位图

瓦基耶的时区为UTC+01:00、UTC+02:00（夏令时）。

## 行政
瓦基耶的邮政编码为31340，INSEE市镇编码为31563。

## 政治
瓦基耶所属的省级选区为塔恩河畔维勒米尔县。

## 人口

1962-2008年间瓦基耶人口变化图示

瓦基耶于2022年1月1日时的人口数量为1440人。

## 图集

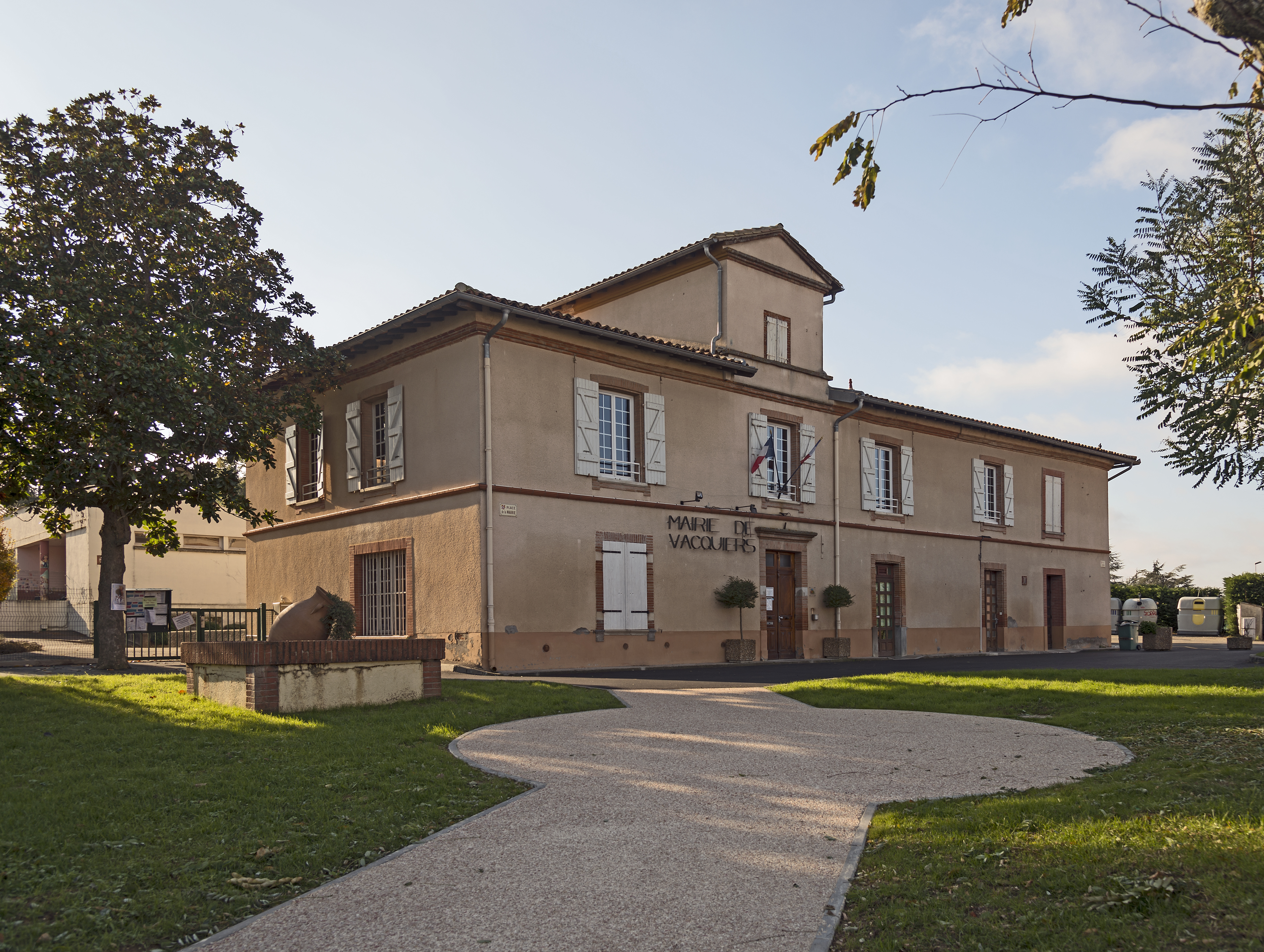
市政厅
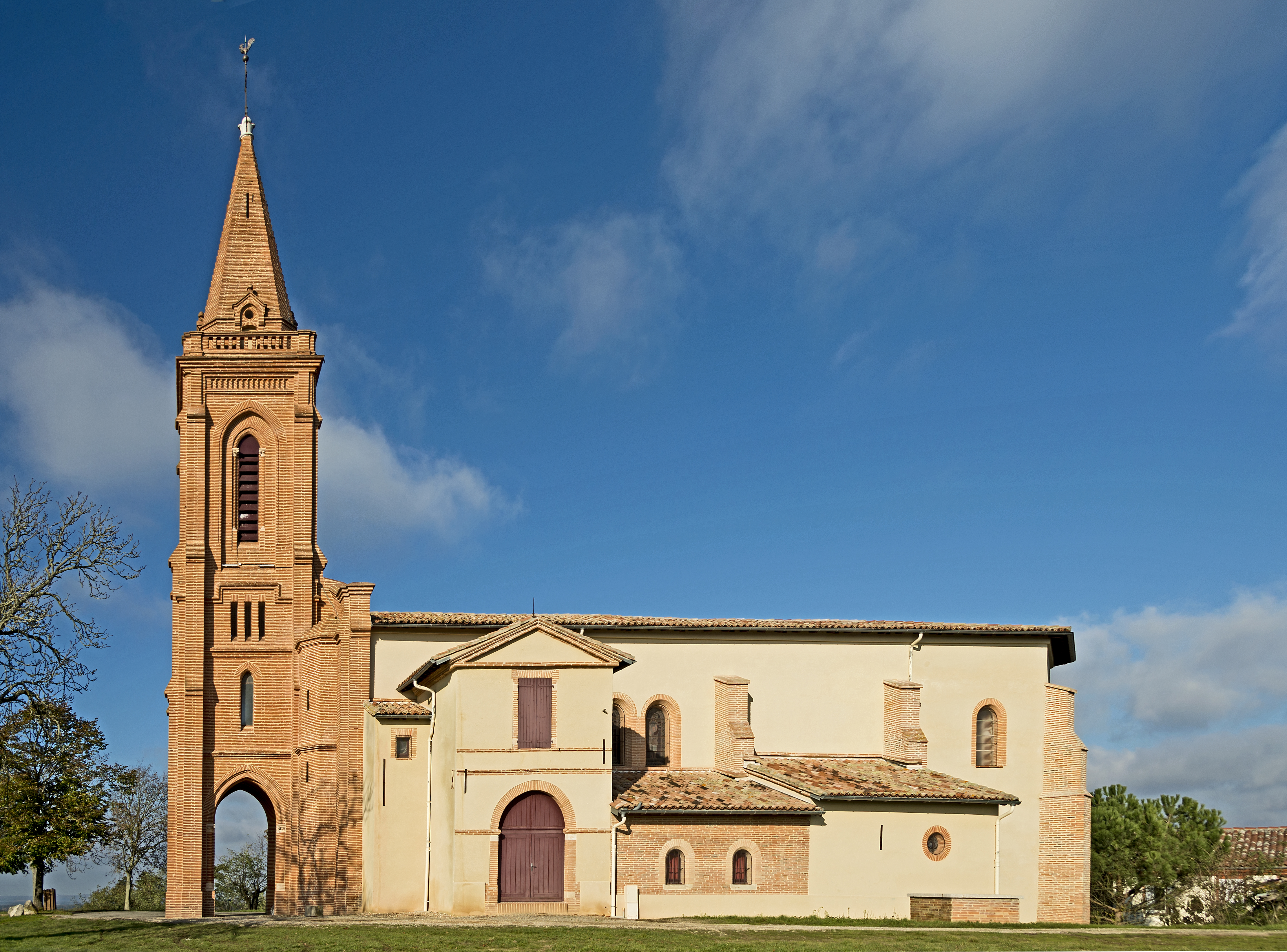
教堂
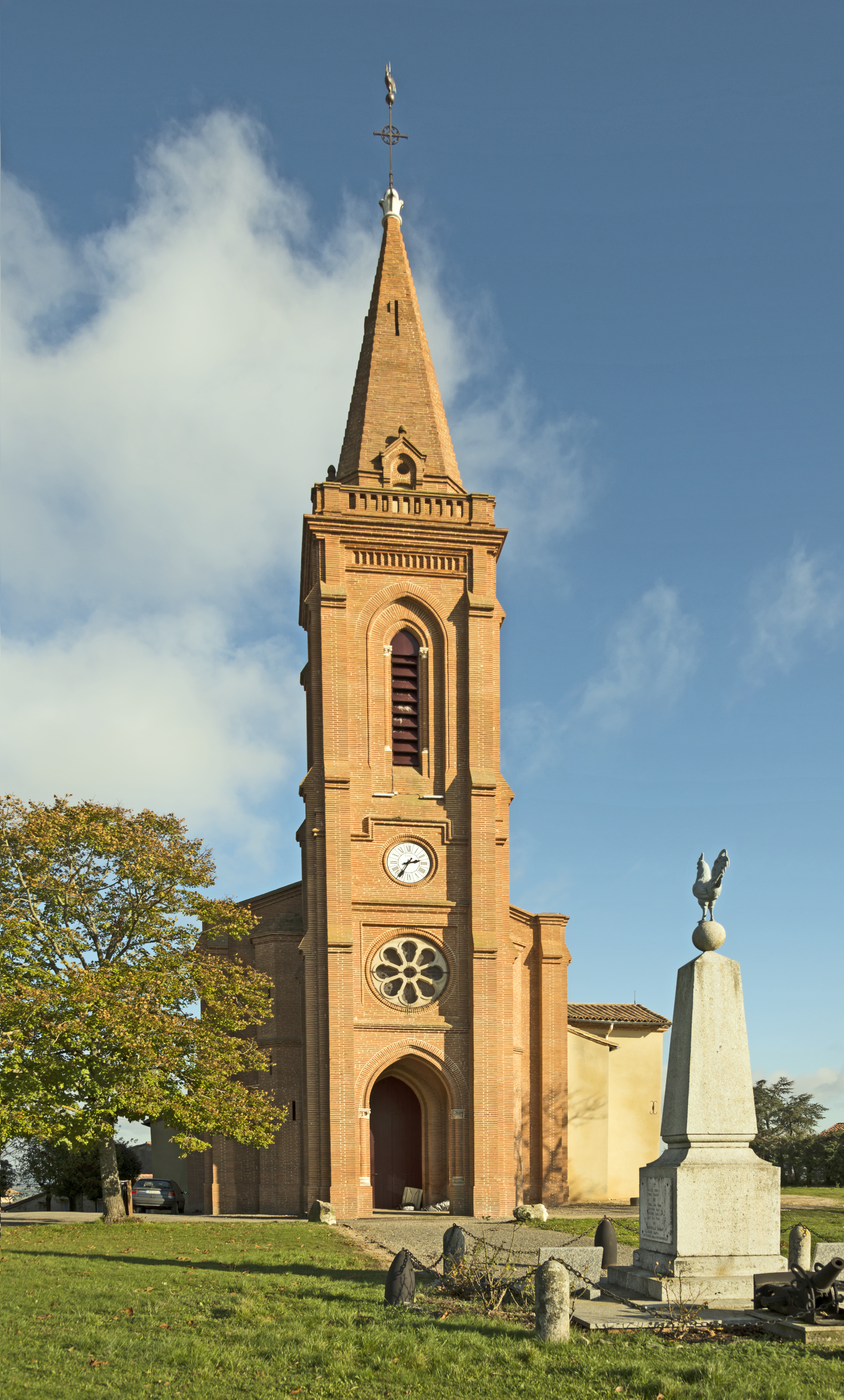
钟楼